# ボクたちの電光石火
『ボクたちの電光石火』（ぼくたちのでんこうせっか）は、GReeeeNの10枚目のオリジナルアルバム。2021年1月6日にユニバーサルミュージックから発売された。

## 解説
前作『第九』から1年3ヶ月ぶりとなる作品で、NHK連続テレビ小説『エール』の主題歌である34枚目のシングル「星影のエール」が収録されている。CDのみの通常盤と、特典の「GReeeeNオリジナル アクリルオーナメント」が付属している初回限定盤の2形態で発売された。アルバムジャケットの題字は内村光良が担当している。
アルバム収録曲の内、2020年12月11日から「ゆらゆら」と「おまじない」が、12月25日から「相思相愛」がアルバム発売に先駆けて先行配信された。
2021年2月14日放送のテレビ朝日系『関ジャム 完全燃SHOW』でのアルバムの制作秘話などのGReeeeNの特集への反響を受けて、「ボクたちの電光石火」のリリックビデオが急遽制作され、2月18日に公開された。

## 収録曲
- 全曲 作詞、作曲 : GReeeeN

1. おまじない[3:44]
2. 星影のエール[3:22]
  - 編曲 島田昌典
  - 34thシングル
  - NHK連続テレビ小説『エール』主題歌。
3. 相思相愛[3:24]
4. ゆらゆら[3:17]
5. たそがれトワイライト[2:51]
6. 半透明[3:20]
7. ボクたちの電光石火[3:15]
  - 今作の表題曲。